# 도시마 아키라
도시마 아키라(일본어: 戸島 章, 1991년 10월 4일 ~ )는 일본의 축구 선수이다.

## 구단 경력
그는 2010년부터 2022년까지 J리그의 제프 유나이티드 지바, 후지에다 MYFC, FC 마치다 젤비아, 요코하마 FC, 오미야 아르디자, 마쓰모토 야마가 FC에서 활동하였다.